# Уилкинс, Уильям

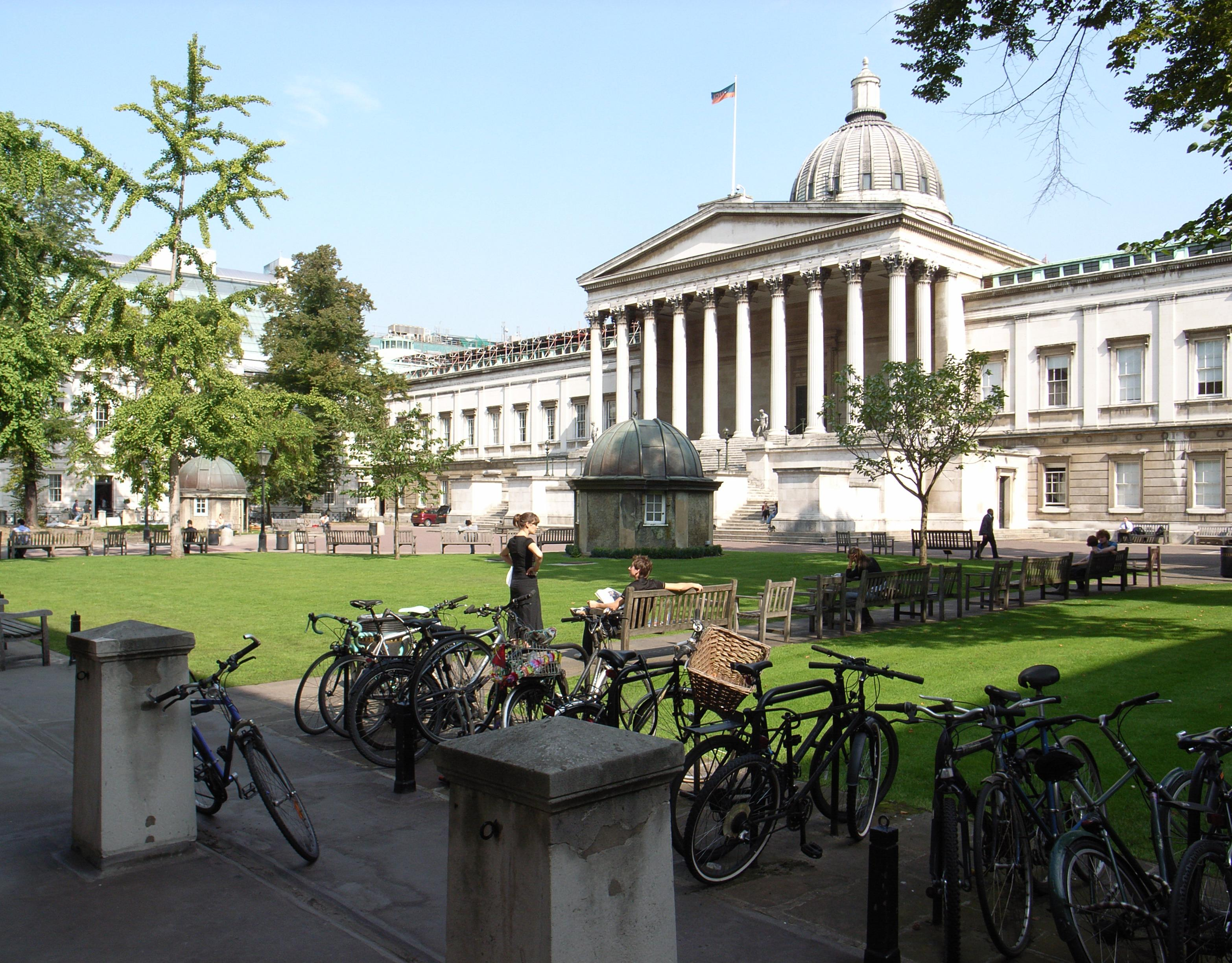
Лондонский университетский колледж

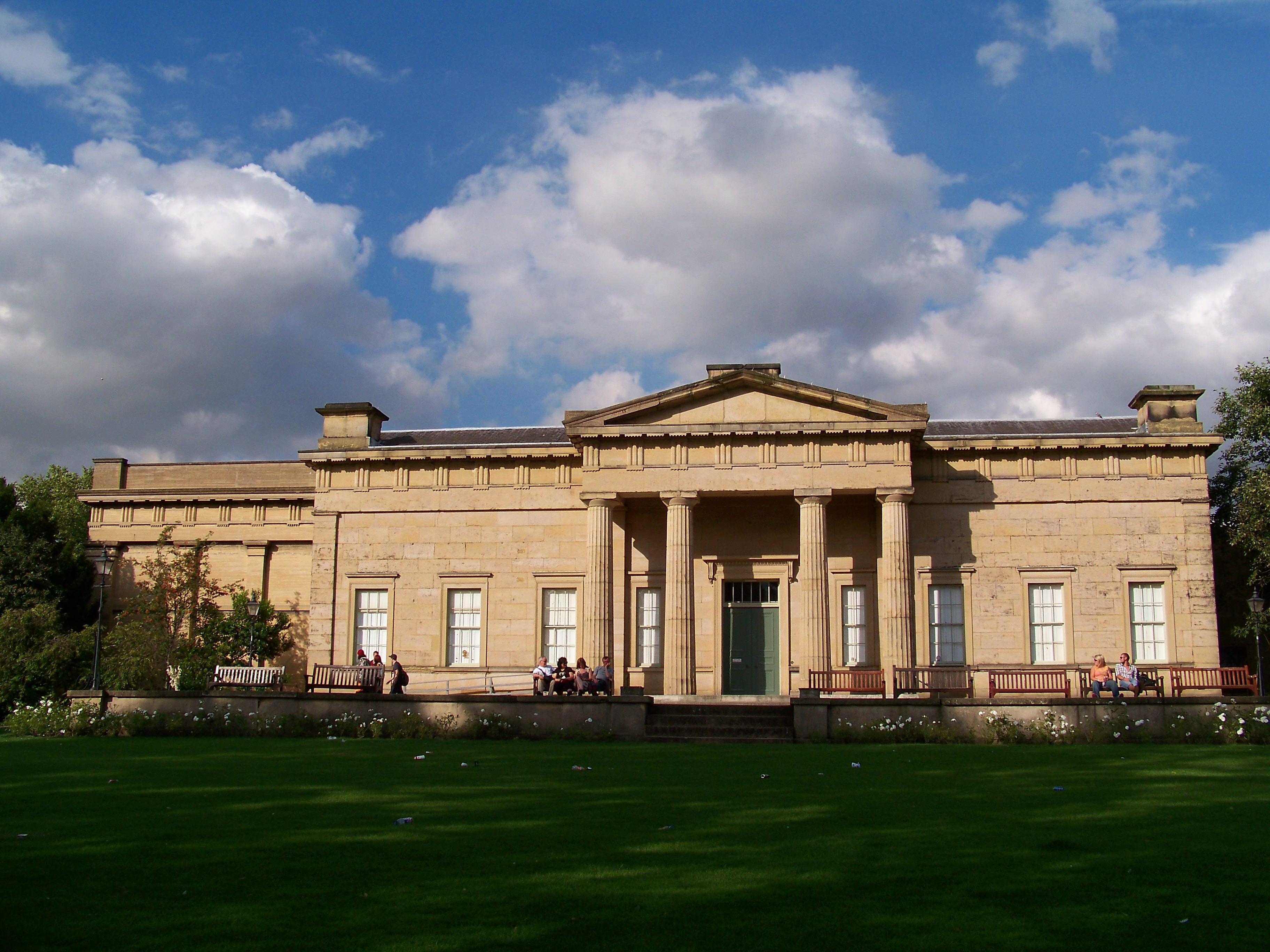
Йоркширский музей

Уильям Уилкинс (англ. William Wilkins; 31 августа 1778, Норидж — 31 августа 1839, Лондон) — английский архитектор и археолог, член Королевской академии художеств. Был представителем классицизма в архитектуре.

## Жизнь и творчество
У. Уилкинс родился в состоятельной семье, его отец руководил процветающей строительной компанией. Образование Уильям получил в Кембриджском университете. Между 1804 и 1807 годами путешествовал по Греции, Турции, Южной Италии; опубликовал заметки по классической и готической архитектуре. В поездках его сопровождал итальянский художник Агостино Альо . Во время своих путешествий Уилкинс собирал археологическую коллекцию, а в 1807 году вышла в свет его работа «Античные памятники Великой Греции» с иллюстрациями Альо.
Уилкинс был в основном представителем классицизма в архитектуре. Он построил в классическом, неогреческом стиле Даунинг-колледж в Кембридже (1805—1820), здание Королевского театра в Бери-Сент-Эдмундсе (1819), Университетский колледж Лондона (1825—1832), Йоркширский музей (1830).
Из его работ в готическом стиле следует отметить Кингс-колледж, Тринити-колледж и Корпус-Кристи-колледж в Кембридже.
Наиболее известное из сооружений, возведённых по проектам Уильяма Уилкинса, — здание Лондонской национальной галереи (1838).

## Сочинения
- Antiquities of Magna Graetia (1807)
- Atheniensia (1816)
- Civil Architecture of Vitruvius (1812, 1817)
- Prolusiones Architectonicae (1837).